# Callambulyx junonia
Espèce
Callambulyx junonia est une espèce de lépidoptères de la famille des Sphingidae, de la sous-famille des Smerinthinae, de la tribu des Smerinthini et du genre Callambulyx.

## Description
L'envergure est d'environ 104 mm. L'espèce se distingue de toutes les autres espèces de Callambulyx par la présence d'un ocelle complet sur la face dorsale de l'aile postérieure.

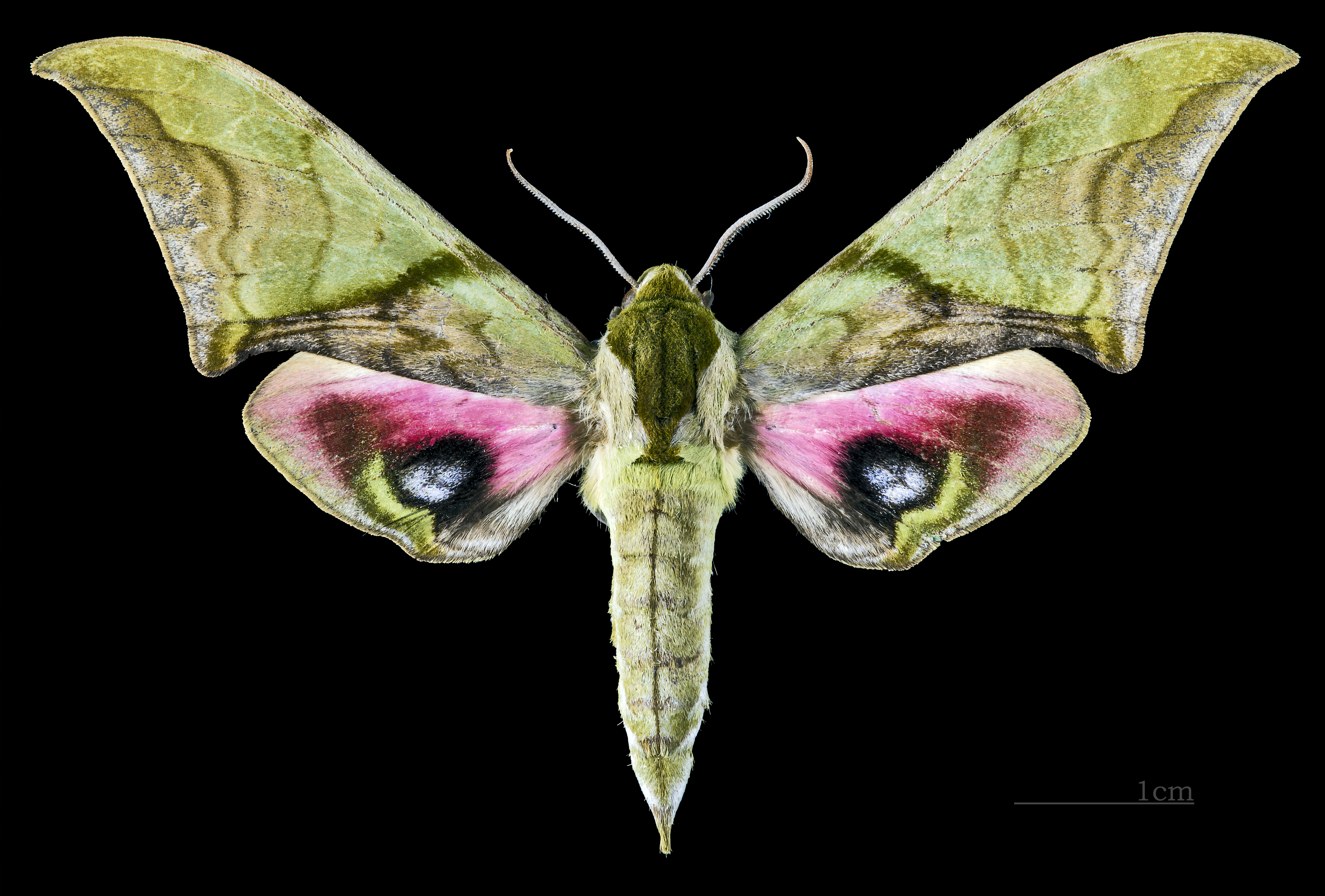
Face dosrale MHNT
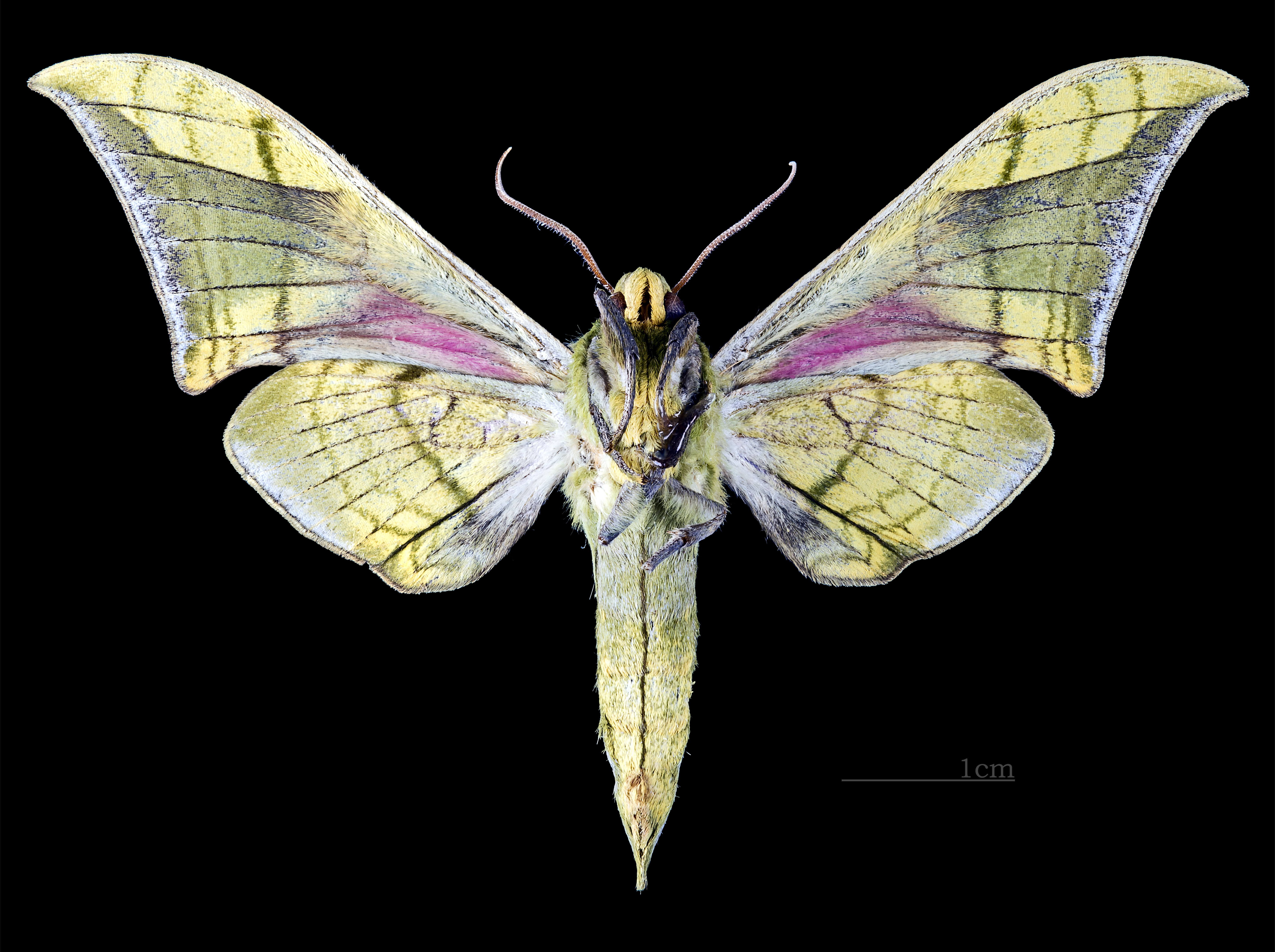
Revers MHNT

## Répartition et habitat
Répartition
L'espèce est connue au Bhoutan, dans le nord-est de l'Inde (Nagaland), dans le sud de la Chine jusqu'au (Shaanxi) et dans le nord du Vietnam.

## Systématique
- L'espèce Callambulyx junonia a été décrite par l'entomologiste Arthur Gardiner Butler en 1888[1] sous le nom initial de Ambulyx junonia.
- La localité type est le Bhoutan.

### Synonymie
- Ambulyx junonia Butler, 1881 protonyme
- Callambulyx orbita Chu & Wang, 1980
- Callambulyx junonia angusta Clark, 1935
- Callambulyx junonia chinensis Clark, 1938